# 滇缅杜鹃
滇缅杜鹃（学名：Rhododendron coelicum），为杜鹃花科杜鹃花属下的一个植物种。